# Mya (rete televisiva)
Mya è stato un canale televisivo a pagamento di Mediaset Premium, la piattaforma televisiva del gruppo Mediaset destinata alla televisione digitale terrestre ricevibile in Italia.
Il canale trasmetteva molte serie americane di successo in anteprima assoluta e a soli pochi mesi dalla messa in onda statunitense, come Gossip Girl, I Tudors, Men in Trees, The Vampire Diaries e Pretty Little Liars.

## Storia
Mya inizia le trasmissioni il 19 gennaio 2008 alle ore 13:30 con il primo episodio di Gossip Girl.
Il 1º luglio 2011 la versione timeshift +1 (insieme a Steel +1 e Joi +1) cessa le sue trasmissioni.
Il 23 giugno 2015 alle 06:00 il canale termina le sue trasmissioni e diventa Premium Stories, il cui palinsesto rimane pressoché uguale a quello di Mya.

## Palinsesto
Mya trasmetteva serie TV, soap opera e film, alcuni dei quali in prima visione, similmente a Comedy Life, emittente satellitare di Mediaset chiusa nel 2003. Inoltre trasmetteva anche film per la televisione di genere thriller e azione.

### Serie TV
- American Dreams
- Being Erica
- Boston Legal
- Canterbury's Law
- Cashmere Mafia
- Clara Sheller
- Covert Affairs
- Champs 12
- Eastwick
- Fairly Legal
- Gossip Girl
- Harry's Law
- Hart of Dixie
- Hellcats
- Kath & Kim
- Joey
- La complicata vita di Christine
- Le cose che amo di te
- Men in Trees
- Mercy
- Mystère
- Nip/Tuck
- One Tree Hill
- Orange Is the New Black
- Pretty Little Liars
- Privileged
- Rizzoli & Isles
- Saving Grace
- Smash
- Skins
- Shameless
- Side Order of Life
- Sophie Paquin
- Summer Crush
- The Carrie Diaries
- The Closer
- The Originals
- The Paradise
- The Secret Circle
- The Starter Wife
- The Tudors
- The Vampire Diaries
- Trust Me
- Una mamma per amica
- United States of Tara